# Ambassade de Macédoine du Nord en France
L'ambassade de Macédoine du Nord en France est la représentation diplomatique de la Macédoine du Nord auprès de la République française. Elle est située 5, rue de la Faisanderie dans le 16e arrondissement de Paris, la capitale du pays. Son ambassadrice est, depuis 2018, Jadranka Chaushevska Dimov.

## Liste des ambassadeurs
| Date de nomination | Date de nomination | Date de remise des lettres de créance | Date de remise des lettres de créance | Ambassadeur                |
| ------------------ | ------------------ | ------------------------------------- | ------------------------------------- | -------------------------- |
| ?                  |                    | 14 septembre 1994                     | [ JORF 1 ]                            | Luan Starova               |
| ?                  |                    | 15 décembre 2000                      | [ JORF 2 ]                            | Jordan Plevnes             |
| ?                  |                    | 12 octobre 2005                       | [ JORF 3 ]                            | Jon Ivanovski              |
| ?                  |                    | 15 janvier 2010                       | [ JORF 4 ]                            | Agron Buxhaku              |
| ?                  |                    | 31 août 2018                          | [ JORF 5 ]                            | Jadranka Chaushevska Dimov |